# 시미즈 쇼하치
시미즈 쇼하치(일본어: 清水昭八, 1933년 ~ 1996년)는 일본의 판화가이다.      

## 생애
1933년 일본 와카야마현(和歌山) 히가시무라군(東牟婁郡)에서 태어났다. 시미즈 쇼하치의 고향인 타이지(太地) 마을은 작은 어촌이지만 포경(捕鯨)으로 유명한 지역으로, 시미즈 쇼하치는 대대로 어업용 선박을 소유한 대선주 집안에서 태어났다. 1952년 일본 무사시노 미술대학 조형학부 서양화과에 입학해 1956년에 졸업하고, 1961년 프랑스로 건너가 석판화를 공부한 뒤 귀국해서 무사시노미술대학 교수로 후학 양성에 힘쓰던 중 1996년 갑작스럽게 병사했다.

## 활동
무사시노미술대학 조형학부 서양화과를 졸업한 후 학교에 남아 조교로 일하던 중 일본미술가연맹 전형으로 유네스코 산하 국제조형예술협회가 주최하는 제1회 파리 세계청년화가대회에 일본 대표로 선발되어 1961년 참가하게 된다. 파리 세계청년화가 대회 기간 중 한국 대표인 박서보와 베트남 대표인 타이바번과 가까이 교류했다. 파리에 체류하는 동안 동안 제2회 파리 비엔날레에 초대되어 출품했다. 이후 일본으로 돌아가지 않고 파리에 남아 1962~1963년에 파리 국립고등장식미술학교 벽화과에서 다시 유화를 배웠고, 1965년 제4회 파리비엔날레에는 프랑스 대표로 출품해 참가했다. 1965~1967년에는 같은 학교 석판화과에서 수학했으나, 수료 직후 어머니가 병으로 쓰러지는 바람에 서둘러 일본으로 귀국했다. 
1968년부터 모교인 무사시노미술대학에 출강했고, 1982년 동대학 유화과 교수로 임명되었다. 작품 활동 외에도 신일본조형공사(新日本造形株式会社)에 다목적 판화용 프레스기의 제작 방안을 건의하는 등 다양한 활동을 펼쳤다. 시미즈 쇼하치가 건의한 다목적 판화용 프레스기는 1984년에 제작·발매되었으며 해외에도 수출되었다. 무사시노미술대학 학생들은 이 프레스기를 ‘쇼하치 프레스기’라는 애칭으로 불렀다. 
무사시노미술대학의 교육 향상을 위해 1992년 도미(渡美)한 시미즈는 1년 동안 뉴욕에 머물면서 미술대학들을 시찰하고 판화 작품 활동에 몰두했다. 체류 기간 중 멕시코, 캐나다, 유럽 각지를 방문하여 미술교육에 대한 연구를 하고 돌아왔다. 1995년 다시 무사시노미술대학 유화학과 주임교수로 부임해 활발한 작품 활동과 교육 활동을 펼치던 중, 1996년 연구실에 혼자 있다가 심근경색이 와서 사망했다.

## 주요 전시
- 1961년 제2회 파리비엔날레
- 1964년 제20회 살롱 드 메(Salon de Mai)
- 1970년 제20회 모던아트전에 석판화 출품 및 수상
- 1973년 제23회 모던아트전 수상 및 회원 추대
- 1974년 일본 문화청 주최 현대미술전

### 개인전
- 1966년 네덜란드 스키담(Schiedam) 시립근대미술관
- 1967년 벨기에, 프랑스 화랑
- 1972년 일본 도쿄 타케가와(竹川) 화랑
- 1985년 일본 도쿄 타카시 화랑